# Brice Etès
Brice Etès (né le 11 avril 1984 à Monaco) est un athlète monégasque d'origine française, spécialiste du demi-fond.

## Parcours sportif
En 2000, alors qu'il n'est que cadet première année, Brice Etès établit un nouveau record de France en salle à Bordeaux lors d'un meeting. 2008 est une année chargée pour l'athlète qui réalise la meilleure performance française de l'année sur 800 mètres. Par la suite, il réalise également les minima pour les Jeux Olympiques de Pékin ; mais, en plein changement de nationalité, il s'est vu dans l'impossibilité d'y participer. C'est en 2008 que Brice Etès commence à courir en tant qu'athlète monégasque. En 2009 puis en 2014, il se fait opérer des fascia lata. En 2012, l'athlète contracte la mononucléose, ainsi que des tendinites à répétition, deux obstacles de taille dans sa préparation pour les Jeux Olympiques de Londres. À Londres, il prend le départ du 800 mètres mais est disqualifié pour avoir mordu la ligne. En 2016, il participe aux Jeux Olympiques de Rio de Janeiro sur la distance du 800 mètres, il est aussi le porte-drapeau de Monaco.
À côté de cela, l'athlète participe à six éditions des Jeux des Petits États d'Europe à l'issue desquelles il remporte dix médailles, un record pour l'athlétisme monégasque, tant au niveau des résultats qu'au niveau du nombre de participations.
Sur le plan national, il possède trois titres de champion de France, est deux fois vice-champion et troisième à deux reprises.
En compétitions internationales, il participe à de nombreux meetings, championnats d'Europe et du Monde. Il s'aligne au départ du 800 mètres de l'Herculis de Monaco à sept reprises. En 2010, il se qualifie en demi-finale des Championnats d'Europe.

## Records
En tant que français, ses records sont de 1 min 47 s 03 sur 800 mètres, 3 min 50 s 50 (en salle) sur 1500 mètres et 48 s 74 (en salle) sur 400 mètres.
En tant que monégasque, son record sur 400 mètres en salle est de 49 s 62 (2015) et son record en extérieur est de 48 s 63 (2011). Le record en extérieur de Brice Etès sur la distance du 800 mètres est de 1 min 47 s 61 (2010) ; son record du 800 mètres en salle est de 1 min 50 s 57 (2017).
Sur 1500 mètres, son record en salle est de 3 min 56 s 58 (2015) tandis que son record en extérieur est de 3 min 52 s 62 (2008).
Brice Etès est le détenteur des records de Monaco en salle et en extérieur sur les distances des 400, 800 et 1 500 mètres.

## Herculis
| Date | Epreuve | Performance           |
| ---- | ------- | --------------------- |
| 2006 | 800     | 1 min 48 s 69         |
| 2007 | 800     | 1 min 47 s 71         |
| 2008 | 800     | 1 min 47 s 03         |
| 2010 | 800     | 1 min 47 s 61         |
| 2011 | 800     | Abandon : tachycardie |
| 2015 | 800     | 1 min 48 s 22         |
| 2016 | 800     | 1 min 48 s 74         |

## Palmarès
|                 | Compétition                           | Résultat       | Épreuve                | Lieu                 |
| --------------- | ------------------------------------- | -------------- | ---------------------- | -------------------- |
| 2000            | Championnats de France en salle       | Or             | 800                    | Bordeaux, France     |
| 2001            | Championnats de France                | Or             | 800                    | Bordeaux, France     |
| 2001            | Jeux des Petits États d'Europe        | Bronze         | 800                    | Saint-Marin          |
| 2004            | Championnats de France                | Argent         | 800                    | Angers, France       |
| 2005            | Jeux des Petits États d'Europe        | Or             | 800                    | Andorre              |
| 2007            | Jeux des Petits États d'Europe        | Or             | 800                    | Monaco               |
| 2007            | Jeux des Petits États d'Europe        | Or             | 1500                   | Monaco               |
| 2007            | Championnat National                  | Or             | 800                    | France               |
| 2010            | Championnats de France en salle       | Argent         | 800                    | France               |
| 2010            | Championnats de France Élite          | Bronze         | 800                    | Valence, France      |
| 2010            | Championnats d'Europe                 | Demi-finaliste | 800                    | Barcelone, Espagne   |
| 2011            | Jeux des Petits États d'Europe        | Or             | 800                    | Liechtenstein        |
| 2011            | Jeux des Petits États d'Europe        | Argent         | 400                    | Liechtenstein        |
| 2011            | Jeux des Petits États d'Europe        | Bronze         | 4x400                  | Liechtenstein        |
| 2011            | Championnats du Monde                 | 22e            | 800                    | Daegu, Corée du Sud  |
| 2012            | Jeux Olympiques                       | Disqualifié    | 800                    | Londres, Royaume-Uni |
| 2013            | Jeux des Petits États d'Europe        | Argent         | 800                    | Luxembourg           |
| 2013            | Championnats du Monde                 | 41e            | 800                    | Moscou, Russie       |
| 2014            | Championnats du Monde en salle        | 16e            | 800                    | Sopot, Pologne       |
| 2015            | Jeux des Petits États d'Europe        | Argent         | 800                    | Islande              |
| 2015            | Jeux des Petits États d'Europe        | Bronze         | 4x400                  | Islande              |
| 2015            | Championnats du Monde                 | 31e            | 800                    | Moscou, Russie       |
| 2015            | Jeux européens                        | 6e             | 800                    | Bakou                |
| Jeux olympiques | 44e                                   | 800            | Rio de Janeiro, Brésil |                      |
| 2017            | Championnats de France Élite en salle | Bronze         | 800                    | Bordeaux             |
| 2017            | Championnats d'Europe en salle        | 20e            | 800                    | Belgrade, Serbie     |